# Es Coloms
Es Coloms és una vénda del municipi de Santa Eulària del Riu, a Eivissa, dividida entre es Coloms de Dalt i es Coloms de Baix.
Està situada a la riba dreta del riu de Santa Eulària. Limita al nord amb la vénda des Novells i la vénda des Trull d'en Vic, al nord-est amb la vénda de s'Església, al sud-est i sud amb la de Cala Llonga i a l'oest amb els nuclis de Jesús (Eivissa) i de Santa Gertrudis de Fruitera.